# Murphy Brown
Murphy Brown è una sitcom statunitense con protagonista Candice Bergen, andata in onda sul canale CBS dal 1988 al 1998, per un totale di 10 stagioni.
Nel gennaio 2018, CBS annuncia il revival della serie, con l'undicesima stagione, composta da 13 episodi, andata in onda dal 27 settembre al 20 dicembre dello stesso anno. Il revival viene cancellato il 10 maggio 2019.
In Italia, la serie è stata trasmessa da Canale 5 e Italia 1, poi da Joi per l'undicesima stagione.

## Trama
Murphy Brown è una giornalista televisiva sincera, che insieme alla sua esilarante coorte del più quotato show di newsmagazine, FYI, fatica a gestire i problemi personali e professionali con umorismo e intuizione.

## Episodi
| Stagione            | Episodi | Prima TV USA | Prima TV Italia |
| ------------------- | ------- | ------------ | --------------- |
| Prima stagione      | 22      | 1988-1989    | 1991            |
| Seconda stagione    | 27      | 1989-1990    | n/a             |
| Terza stagione      | 26      | 1990-1991    | n/a             |
| Quarta stagione     | 26      | 1991-1992    | n/a             |
| Quinta stagione     | 25      | 1992-1993    | n/a             |
| Sesta stagione      | 25      | 1993-1994    | n/a             |
| Settima stagione    | 26      | 1994-1995    | n/a             |
| Ottava stagione     | 24      | 1995-1996    | n/a             |
| Nona stagione       | 24      | 1996-1997    | n/a             |
| Decima stagione     | 22      | 1997-1998    | n/a             |
| Undicesima stagione | 13      | 2018         | 2019            |

## Produzione
Il programma era ben noto per le storie ispirate agli eventi attuali e alla sua satira politica. Ha raggiunto un alto livello di notorietà culturale nella campagna presidenziale del 1992, quando Danforth Quayle lo ha menzionato in un discorso elettorale.
La serie non aveva una normale sigla d'apertura, ma una canzone Mowton classica, che cambiava ad ogni episodio.

### Revival

#### Sviluppo
Di un revival della serie se ne era già discusso nel 2012, con l'ideatrice della serie Diane English, che parlò con la CBS e Warner Bros. Television.
Il 24 gennaio 2018, sulla scia delle reti televisive rivali, che avevano già rilasciato le loro serie principali (NBC con Will & Grace, ABC, con Pappa e ciccia e Fox con X-Files), la CBS annunciò di aver ordinato un'undicesima stagione, composta da 13 episodi da mandare in onda nella stagione televisiva 2018-2019. La serie sarà ambientata in "un mondo di notizie via cavo, social media, notizie false e un clima politico e culturale molto diverso", secondo la CBS. Candice Bergen e l'ideatrice della serie Diane English torneranno a produrre la serie. Il 27 febbraio 2018, venne annunciato che Pam Fryman avrebbe diretto l'episodio pilota del revival.

#### Casting
Accanto all'annuncio iniziale del revival, venne confermato che Candice Bergen avrebbe ripreso il ruolo di Murphy Brown. Il 26 febbraio 2018, si riunirono anche Faith Ford, Joe Regalbuto e Grant Shaud, mentre Charles Kimbrough apparirà solamente in tre episodi. Il 16 marzo 2018, venne annunciato che anche Jake McDorman e Nik Dodani si erano uniti al cast principale. Il 19 aprile 2018, entrò anche Tyne Daly, nel ruolo di Phyllis, la sorella di Phil, deceduto nell'ottava stagione.

#### Promozione
Il 16 maggio 2018 è stato pubblicato il primo trailer del revival.

## Personaggi e interpreti
|                    |                    | Stagioni | Stagioni | Stagioni | Stagioni | Stagioni | Stagioni | Stagioni   | Stagioni   | Stagioni | Stagioni   | Stagioni   |
| 1                  | 2                  | 3        | 4        | 5        | 6        | 7        | 8        | 9          | 10         | 11       |            |            |
| ------------------ | ------------------ | -------- | -------- | -------- | -------- | -------- | -------- | ---------- | ---------- | -------- | ---------- | ---------- |
| Candice Bergen     | Murphy Brown       | Regolare | Regolare | Regolare | Regolare | Regolare | Regolare | Regolare   | Regolare   | Regolare | Regolare   | Regolare   |
| Faith Ford         | Corky Sherwood     | Regolare | Regolare | Regolare | Regolare | Regolare | Regolare | Regolare   | Regolare   | Regolare | Regolare   | Regolare   |
| Pat Corley         | Phil               | Regolare | Regolare | Regolare | Regolare | Regolare | Regolare | Regolare   | Regolare   |          | Guest      |            |
| Charles Kimbrough  | Jim Dial           | Regolare | Regolare | Regolare | Regolare | Regolare | Regolare | Regolare   | Regolare   | Regolare | Regolare   | Ricorrente |
| Robert Pastorelli  | Eldin Bernecky     | Regolare | Regolare | Regolare | Regolare | Regolare | Regolare | Regolare   |            |          | Guest      |            |
| Joe Regalbuto      | Frank Fontana      | Regolare | Regolare | Regolare | Regolare | Regolare | Regolare | Regolare   | Regolare   | Regolare | Regolare   | Regolare   |
| Grant Shaud        | Miles Silverberg   | Regolare | Regolare | Regolare | Regolare | Regolare | Regolare | Regolare   | Regolare   |          |            | Regolare   |
| Lily Tomlin        | Kay Carter-Shepley |          |          |          |          |          |          |            |            | Regolare | Regolare   | TBA        |
| Dyllan Christopher | Avery Brown        |          |          |          |          |          |          | Ricorrente | Ricorrente |          |            |            |
| Jackson Buckley    | Avery Brown        |          |          |          |          |          |          |            |            | Guest    |            |            |
| Haley Joel Osment  | Avery Brown        |          |          |          |          |          |          |            |            |          | Ricorrente |            |
| Jake McDorman      | Avery Brown        |          |          |          |          |          |          |            |            |          |            | Regolare   |
| Nik Dodani         | Pat                |          |          |          |          |          |          |            |            |          |            | Regolare   |
| Tyne Daly          | Phyllis            |          |          |          |          |          |          |            |            |          |            | Regolare   |

## Impatto culturale

### Murphy come madre single
Nella stagione 1991-92 dello show, Murphy rimase incinta. Quando il padre di sua figlia espresse la sua riluttanza a rinunciare al proprio stile di vita per essere un genitore, Murphy scelse di avere il bambino e allevarlo da sola.
Nel punto in cui stava per partorire, aveva dichiarato che "molte persone non vogliono che io abbia il bambino, Pat Robertson, Phyllis Schlafly, metà dello Utah!" Subito dopo aver dato alla luce suo figlio, Avery, Murphy ha cantato la canzone "(You Make Me Feel Like) A Natural Woman". Questa trama ha reso lo spettacolo oggetto di polemiche politiche durante le elezioni presidenziali negli Stati Uniti d'America del 1992 Il 19 maggio 1992, il vicepresidente Danforth Quayle ha parlato al Commonwealth Club di San Francisco. Durante il suo discorso, ha criticato il personaggio di Murphy Brown per "prendere in giro l'importanza dei padri portando un figlio da solo".
Nel 2002, Bergen ha detto in un'intervista che ha concordato personalmente con gran parte del discorso di Quayle, definendolo "un discorso perfettamente intelligente sul fatto che i padri non siano superflui" e aggiungendo che "nessuno era d'accordo con quello più di me".

## Syndication
Murphy Brown non ha avuto successo quando è stato introdotto in syndication off-network negli anni novanta, in parte a causa delle tariffe per i diritti musicali e in parte perché i riferimenti di attualità nello show sono diventati rapidamente datati. Negli Stati Uniti d'America, è stato reintrodotto nelle reti multicast via cavo e digitali negli anni 2010, iniziando con una corsa su Encore Classic (ora Starz Encore) nel 2013 e su Antenna TV dal 2018.

## Home video
La Warner Home Video ha pubblicato la prima stagione di Murphy Brown su DVD l'8 febbraio 2005. A causa delle basse vendite e dei costi elevati della musica, non sono previste future versioni.
| Nome                      | Episodi | Data di rilascio | Data di rilascio | Data di rilascio | Note |
| Nome                      | Episodi | Regione 1        | Regione 2        | Regione 4        | Note |
| ------------------------- | ------- | ---------------- | ---------------- | ---------------- | --- |
| The Complete First Season | 22      | 8 febbraio 2005  | n/a              | n/a              | - Un documentario, Murphy Brown: An FYI Exclusive, ripercorre la stagione uno e come tutto iniziò con le interviste del creatore/produttore esecutivo Diane English, Candice Bergen, scrittori e cast di supporto. - Commento episodio su "Summer of '77" e "Respect" con Candice Bergen e Diane English. |

## Premi

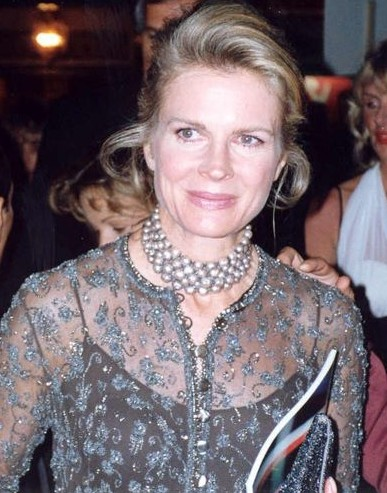
Candice Bergen è stata nominata a 33 premi e ne ha vinti 13, tra cui 5 Emmy Award e 2 Golden Globe.

La serie ha ottenuto 68 nomination, vincendo 51 premi (18 Emmy Award, 3 Golden Globe, 3 Screen Actors Guild Award, 4 TCA Award, 2 Directors Guild of America Award e 2 Writers Guild of America Award)